# باري إي. جاكسون
باري إي. جاكسون (بالإنجليزية: Barry E. Jackson)‏ هو مصمم الإنتاج أمريكي، ولد في 18 مايو 1954 في أوماها في الولايات المتحدة.

## وصلات خارجية
- باري إي. جاكسون على موقع IMDb (الإنجليزية)
- باري إي. جاكسون على موقع قاعدة بيانات الفيلم (الإنجليزية)